# Liste der Monuments historiques in Boinville-en-Mantois
Die Liste der Monuments historiques in Boinville-en-Mantois führt die Monuments historiques in der französischen Gemeinde Boinville-en-Mantois auf.

## Liste der Bauwerke
| Bezeichnung                      | Beschreibung | Standort | Kennzeichnung | Schutzstatus | Datum | Bild           |
| -------------------------------- | ------------ | -------- | ------------- | ------------ | ----- | -------------- |
| Glockenturm der Kirche St-Martin |              | (Lage)   | PA00087371    | Inscrit      | 1950  | weitere Bilder |

## Liste der Objekte
- Monuments historiques (Objekte) in Boinville-en-Mantois in der Base Palissy des französischen Kultusministeriums